# Zárate-Campana
Zárate - Campana es una aglomeración urbana que se extiende entre las ciudades argentinas de Zárate y Campana, dentro de la provincia de Buenos Aires, a lo largo de una franja sobre el Río Paraná.
Se encuentra junto a la autopista Buenos Aires - Rosario - Córdoba RN 9, sobre la red troncal del Ferrocarril General Bartolomé Mitre.
Conforma una importante área industrial de la conurbación megalópolis argentina que se extiende sobre las riberas del Plata - Paraná, entre el Gran La Plata y el Gran Rosario.
La expresión Campana - Zárate o Zárate - Campana se usan en el lenguaje coloquial para referirse a esta aglomeración, aunque son dos unidades separadas pertenecientes a partidos distintos, y por lo tanto son así consideradas en las cifras oficiales del INDEC.
| Ciudad  | Partido | Población (2022) | Población (2010) | Población (2001) | Población (1991) | Variación Intercensal |
| ------- | ------- | ---------------- | ---------------- | ---------------- | ---------------- | --------------------- |
| Total   |         |                  | 185.382          | 164.524          | 146.805          | 12,7%                 |
| Zárate  | Zárate  |                  | 98.522           | 86.686           | 79.022           | 13,6%                 |
| Campana | Campana |                  | 86.860           | 77.838           | 67.783           | 11,6%                 |